# Биста
Биста или Попрсје (лат. bustum; — гроб са пепелом умрлога, фр. buste) је врста скулптуре која даје представу горњег дела људске фигуре, приказујући главу и врат особе, као и већи и мањи део груди и рамена.
Биста се обично налази на постаменту. Материјали који се користе за ову врсту скулптуре могу бити различити: мермер, бронза, теракота, гипс или дрво. Биста је вајарско дело сагледиво из свих углова, као и скулптура, за разлику од рељефа који је везан за подлогу.
Вајарски портрети главе из античког периода познати као попрсја, често су фрагменти статуе целог тела, или су првобитно створени да се убаце у постојеће тело, па се не сматрају бистама, мада Вујаклија бисту и попрсје сматра синонимима.

## Галерија
- Глава Зевса, римска копија из III века бронзане статуе Фиромахоса с почетка хеленистичке ере (Museo Chiaramonti, Ватикански музеј, Рим)
- Биста императора Хадријана (Museo Chiaramonti, Ватикански музеј, Рим)
- Биста императора Луција Вера (Музеј Бардо, Тунис)
- Биста императора Тит Флавија Веспазијана (Музеј Бардо, Тунис)
- Марија од Бургундије, непознати уметник, (Народни музеј у Београду)
- Херма у парку "Parc de Bruxelles" (Warandepark) у Бриселу (Laurent Delvaux, 1782).
- Жена под велом, Круг Ђузепа Крофа око 1860. (Народни музеј у Београду)
- Биста краљице Наталије Обреновић, рад Алајоша Штробла, гипс (Историјски музеј Србије)
- Биста престолонаследника Александра Обреновића, радионица Х. Зиманија, 1889. (Историјски музеј Србије)
- Биста француског председника Карноа, порцелан, непознати аутор (Историјски музеј Србије)
- Биста Александра Обреновића у Булевару краља Александра у Београду
- Јован Јовановић Змај, рад Јована Пешића
- Дон Кихот, рад Петра Палавичинија 1927. (Музеј савремене уметности)
- Глава Христа, рад Томе Росандића 1915. (Музеј савремене уметности)
- Петар II Карађорђевић, рад Душана Јовановића Ђукина, бронза (Историјски музеј Србије)
- Портрет пријатеља, рад Сретена Стојановића 1920. (Музеј савремене уметности)
- Глава мушкарца, друга четвртина II века, ситнозрни мермер (Музеј Херцеговине, Требиње)
- Биста Хомера (Музеј Херцеговине, Требиње)
- Биста брадатог мушкарца под велом, крај II или почетак III века (Музеј Херцеговине, Требиње)
- Војвода херцеговачки Лука Вукаловић (1823-1873) (Музеј Херцеговине, Требиње)
- Торзо Дијане (Музеј Херцеговине, Требиње)
- Део статуе Фортуне (Тихе) од мермера (Музеј Херцеговине, Требиње)
- Биста Јована Дучића (Музеј Херцеговине, Требиње)

## Посебни облици бисте
Посебни облици бисте су:
- Херма (старогрчки: ἑρμῆς, пл. ἑρμαῖ) је биста која је постављена на једноставно али издужено, често правоугаоно постоље, на коме су понекад, на одговарајућој висини, урезане и мушке гениталије. Овај облик развио се у античкој Грчкој одакле су га преузели и Римљани.
- Терминалне фигуре и атласи настају обнављањем херми у доба ренесансе.